# Asthenocoris
Asthenocoris is een geslacht van wantsen uit de familie van de Naucoridae (Zwemwantsen). Het geslacht werd voor het eerst wetenschappelijk beschreven door Robert L. Usinger in 1938.

## Soorten
Het genus bevat de volgende soorten:

- Asthenocoris australis Zettel, Nieser & Polhemus, 1999
- Asthenocoris luzonensis Usinger, 1938
- Asthenocoris medius Zettel, Nieser & Polhemus, 1999
- Asthenocoris montanus Zettel, Nieser & Polhemus, 1999